# 山元町立坂元中学校
山元町立坂元中学校（やまもとちょうりつ さかもとちゅうがっこう）は、宮城県亘理郡山元町に位置していた公立中学校である。

## 教育目標
- 健康・自立・奉仕[2]

## 沿革
- 1947年（昭和22年）4月 - 坂元村立坂元中学校開校
- 1950年（昭和25年）5月 - 東校舎完成
- 1955年（昭和30年）
  - 2月 - 町村合併により山元町立坂元中学校に改称
  - 3月 - 屋内体育館完成
- 1970年（昭和45年）5月 - 新体育館完成
- 1972年（昭和47年）6月 - プール完成
- 1995年（平成7年）
  - 2月 - 新校舎完成
  - 3月 - 新体育館完成

- 2021年（令和3年）3月31日 - 山下中学校と統合し、山元町立山元中学校が開校するのに伴い、閉校[4]。

## 通学区域
- 真庭、久保間、中山、下郷、町、上平、磯、中浜[5]